# Tåsinge forenede Boldklubber
Tåsinge forenede Boldklubber er en dansk fodboldklub, som spiller deres kampe på øen Tåsinge ved byen Svendborg på Fyn. De blev stiftet den 9. december 1965, og var resultatet af en sammenlægning mellem de to klubber Tåsinge Boldklub og Vindeby Boldklub.
De spiller til dagligt i Serie 1

## Klub "100"
| Spiler                            | Antal kampe | Antal mål |
| --------------------------------- | ----------- | --------- |
| Jørgen "Sjarles" Jensen           | 500         | 0         |
| Palle Rasmussen                   | 430         | 60        |
| Claus Lund Hansen                 | 372         | 43        |
| Kim Lykke Jensen                  | 264         | 27        |
| Michael "Malala" Sørensen         | 240         | 48        |
| Søren Rasmussen                   | 239         | 114       |
| Martin Richardt                   | 223         | 3         |
| Rune Fuglsang                     | 209         | 30        |
| Kim Østergaard Rasmussen          | 198         | 125       |
| Tom Andersen                      | 190         | 35        |
| Thomas "Piller" Nielsen           | 206         | 27        |
| Anders Staldgaard                 | 152         | 26        |
| Thomas Skræp                      | 167         | 1         |
| Henrik Bo Jensen                  | 140         | 30        |
| Lars Bech Pedersen                | 131         | 39        |
| Anders Høj                        | 134         | 36        |
| Christian Kurt Hansen             | 124         | 15        |
| Anders Lund                       | 114         | 10        |
| Morten "Ø" Østbjerg               | 112         | 2         |
| Emil Lystrup                      | 107         | 11        |
| Jonas Ahler Eriksen               | 130         | 4         |
| Kasper Nelleman                   | 101         | 8         |
| Claus Ishøj                       | 101         | 45        |
| Christoffer Lefoli Maibom Thomsen | 112         | 35        |
| Lars Vermø                        | 104         | 33        |

## Kåringer (Årets TFB'er)
| Navn                           | År   |
| ------------------------------ | ---- |
| Iben Møller / Nina Nymann      | 2015 |
| Kenneth Jørgensen              | 2014 |
| Lene Knudsen                   | 2013 |
| Lars Rasmussen                 | 2012 |
| Ulrik Rasmussen                | 2011 |
| Michael Rosner Nielsen         | 2010 |
| John Toft Jacobsen             | 2009 |
| Jørn Marquardsen               | 2007 |
| Hans Søby                      | 2006 |
| Trine Staldgaard               | 2005 |
| Morten Grønquist               | 2004 |
| Marianne Kleiniche Christensen | 2003 |
| Iben Holmboe                   | 2002 |
| Søren Rasmussen                | 2001 |
| Morten Møller                  | 2000 |

## Æresmedlemmer
- Jens Lund Nielsen (1992)
- Louis Hansen (1996)
- Hans Vilhelmsen (2000)
- Poul Stenner (2000)
- Palle Rasmussen (2008)
- Jens Højte Jensen (2015)
- Bent Hjære Jensen (2015)
- Michael "Malala" Sørensen (2015)